# Estadio Gudeok de Busan
El Estadio Gudeok de Busan (coreano: 부산 구덕 운동장; hanja: 釜山九德運動場) es un estadio multipropósito ubicado en Busan, Corea del Sur.